# Chiesa di Santa Maria Annunciata (Brunello)
La chiesa parrocchiale di Santa Maria Annunciata è un edificio religioso cattolico ubicato a Brunello, comune italiano in provincia di Varese. Sorge a poca distanza dal centro storico, nei pressi del confine con i limitrofi comuni di Azzate e Sumirago.

## Storia
La fondazione dell'edificio e dell'adiacente convento risale probabilmente alla fine del XIII o all'inizio del XIV secolo. Verosimilmente il complesso appartenne all'ordine degli Umiliati e sorgeva su terreni di proprietà dei feudatari Bossi di Azzate: nella sacrestia della chiesa sono sopravvissuti dei graffiti raffiguranti i simboli funerari della pigna, del melograno e del fior di loto, che testimoniano la presenza di sepolture della famiglia accanto alla chiesa.
Quando, nel 1576, Brunello fu colpita dalla peste di San Carlo, la chiesa assunse la funzione di lazzaretto. Nel corso del secolo successivo furono edificati l'attuale sacrestia e il campanile, mentre nel XVIII secolo il conventino settentrionale fu trasformato in casa parrocchiale.

## Architettura e apparato decorativo

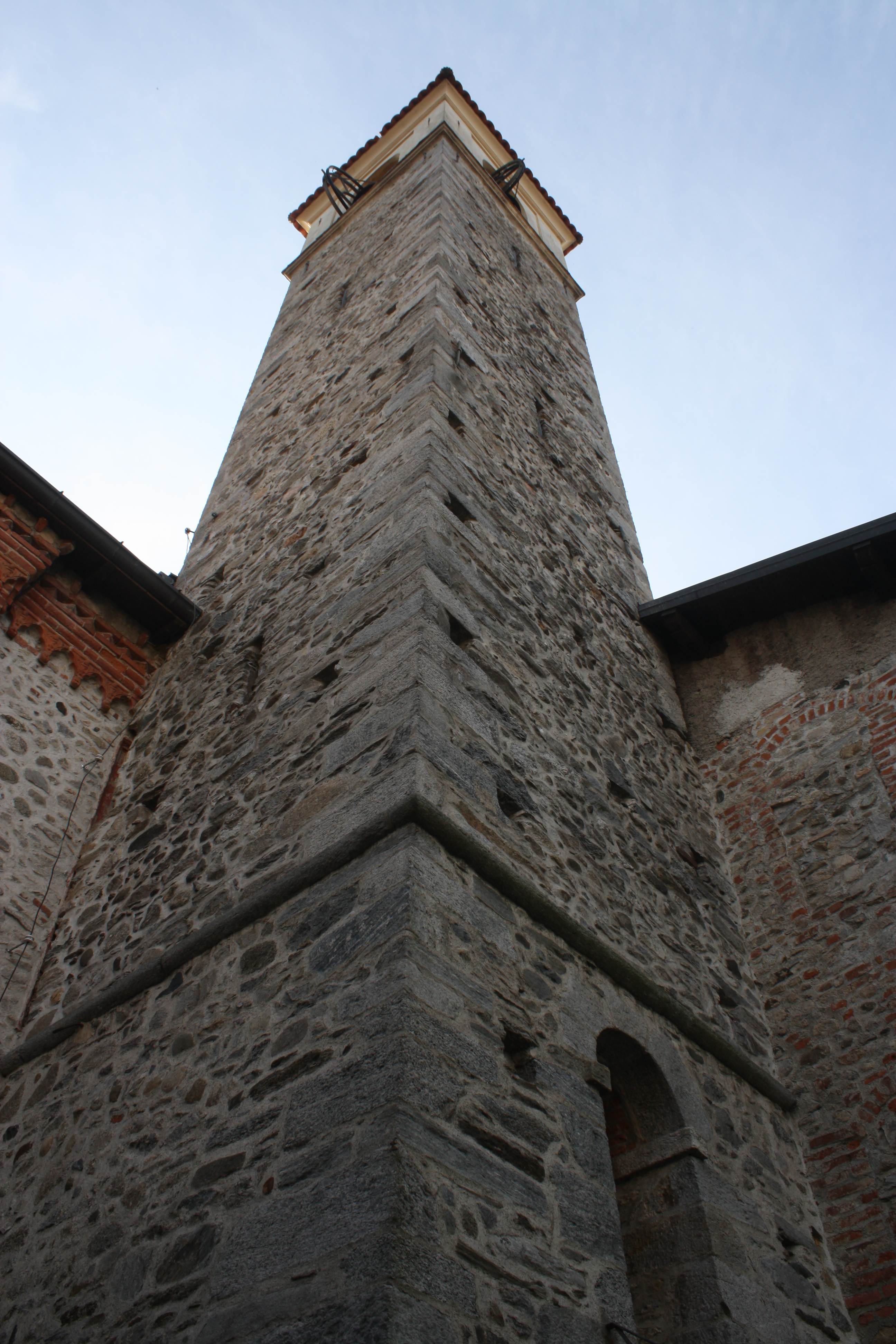
Il campanile.

L'edificio presenta una facciata a capanna con portale ad arco sormontato da un'apertura quadrata che andò a sostituire l'originario rosone quando fu costruito il nuovo soffitto dopo il sopralluogo di Carlo Borromeo del 1567. All'interno la chiesa si presenta con un'unica navata decorata con affreschi risalenti al XV-XVII secolo
Durante alcuni restauri effettuati negli anni 1930 furono riscoperti alcuni affreschi coperti di calce durante la peste del 1567: sull'arco trionfale è raffigurato il Giudizio universale, eseguito tra il 1480 e il 1520 e restaurato nel 2015. L'autore dell'affresco è ignoto e viene solitamente indicato con l'appellativo "Maestro di Brunello"
Sulle pareti laterali dell'arco si trovano due nicchie: in quella di sinistra è raffigurata la Madonna col Bambino e Santa Caterina d'Alessandria, mentre a destra si trova la Madonna tra San Sebastiano e San Rocco. Tra le due nicchie e l'arco sono invece rappresentati Santo Stefano e San Lucio che versa il latte a una povera. Il presbiterio è decorato con le figure dei Dottori della Chiesa, degli Evangelisti, degli Apostoli che tengono in mano il cartiglio del Credo, e dell'Annunciazione.

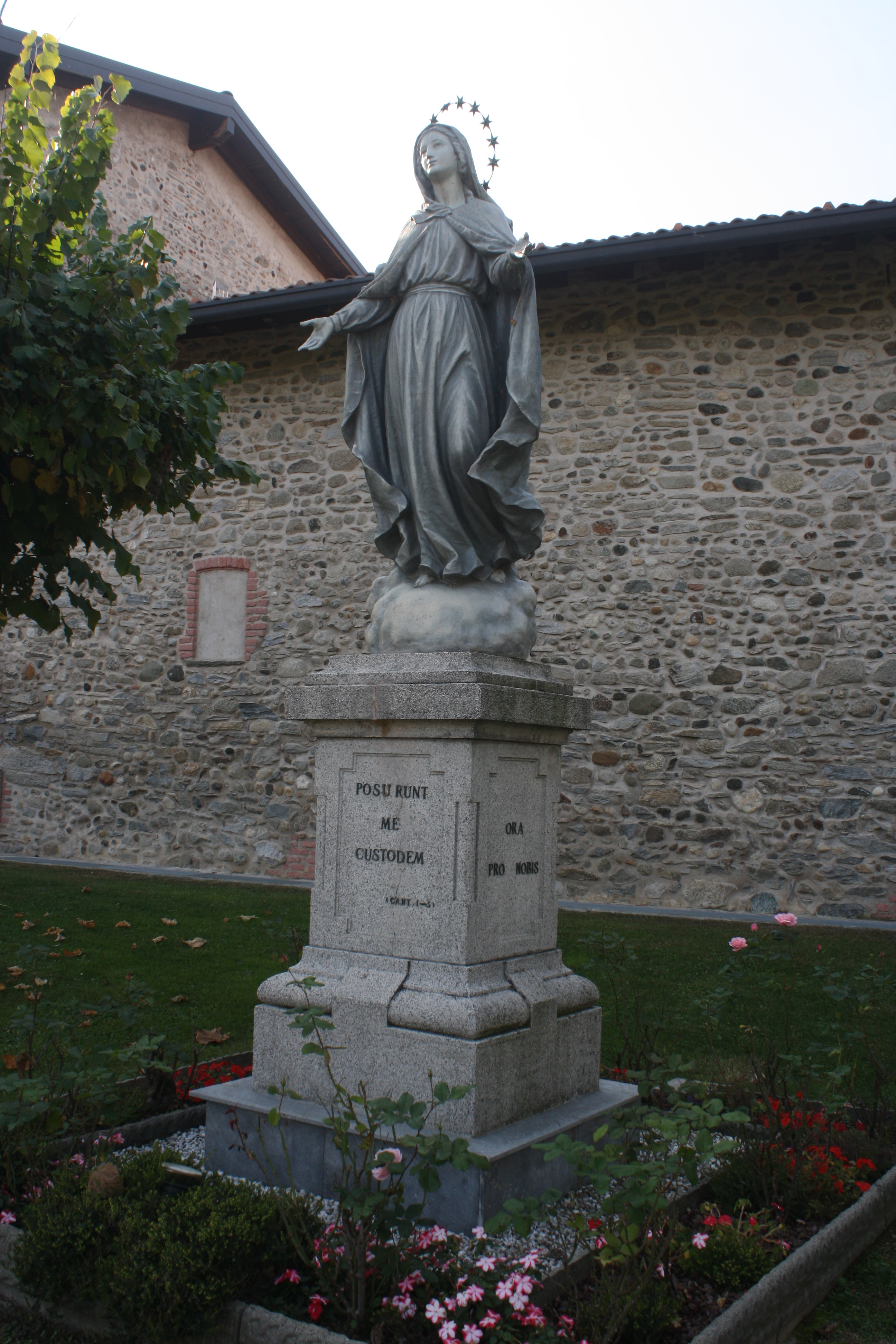
La statua della Madonna della Pietà.

La parete sinistra dell'aula si trovano la Madonna che adora il Bambino e la Madonna tra i Santi Bernardo e Antonio da Padova; accanto a un terzo affresco, la Madonna con bambino e Sant'Eufemia di Calcedonia tra Santa Barbara e San Nicola da Tolentino, si trova l'altare del Crocifisso, risalente al XVII secolo e realizzato in legno policromo dalle eremite del Sacro Monte di Varese. Qui si trovava l'affresco della Madonna del Latte, che nel 1831 fu strappato per essere posizionato sulla parete opposta e sostituito da un Cristo in croce. La Madonna del Latte faceva parte di un polittico attribuito in un documento del 1610 a Francesco de Tatti. Qui sono raffigurati San Rocco e San Sebastiano, l'Annunciazione e Dio Padre, mentre nella predella si trovano Visitazione, l'Adorazione dei pastori, la Fuga in Egitto e figure di Santi. Sulla parete destra si trova anche una vetrata raffigurante San Pasquale Bayron, realizzata dallo scultore Floriano Bodini e donata da Pasquale Macchi.
Nel giardino adiacente alla chiesa è collocata una statua della Madonna della pietà, opera di Vincenzo Pizzolato.